# 라이시슴
라이시슴(프랑스어: laïcisme) 또는 라이시테(프랑스어: laïcité)는 프랑스와 프랑스어를 사용하는 몇 개국에서 널리 퍼져있는 정교 분리 사상의 일종이다. 한국어로는 'laïcité'의 정확한 번역이 불가능하다. 정치 이론인 라이시슴(lacism)과 세속주의(secularism)는 차이가 있다. 라이시슴은 정교분리를 함에 있어서 종교의 자유는 보장하되 종교는 개인적 영역에만 존재하고, 정치나 사회 등 공적 영역에서 종교적 색채를 엄격하고도 철저하게 배제, 분리하는 것이 목적인 반면, 세속주의는 인간의 삶 속에서 종교를 완전히 배제하는 것으로 초자연적 현상이나 사후세계 등을 인정하지 않는 것을 말한다. 라이시슴은 일명 프랑스식 정교분리, 반성직주의, 반교권주의라고 할 수 있다. 라이시슴을 관행하거나 지지하는 사람은 라이시스트(프랑스어: laïciste)라고 한다.
1905년 정교분리법이 공포되었으며 1958년 제정된 헌법에서 프랑스는 비종교적 공화국임을 천명하였다. 1978년 개인의 종교는 사생활 관련 정보로서 수집이 금지되어 있다. 공식적인 통계는 알 수 없으나 2018년 기준 프랑스 전체 인구의 63-66% 정도가 로마가톨릭 신자인 것으로 추정되고있다. 카톨릭 국가라고 볼 수 있겠으나 헌법을 통해 국교의 존재자체를 인정하지 않는다. 라이시테는 엄격한 비종교성을 의미하는데, 국가권력은 종교에 관여하지 않을 뿐만 아니라, 사회적으로 특정 종교를 드러내지 않는 것을 전통으로 한다는 원리다. 예를 들자면, 차도르를 걸치고 거리를 활보한다거나 공공장소에서 찬송가를 부르는 행위는 모두 불법행위로 간주된다. 이런 것 때문에 간혹 라이시테(laïcité)와 톨레랑스(프랑스어: Tolérance, 寬容)가 충돌을 일으키기도 한다.

## 내용
현재 라이시테는 정부에서 종교의 자유를 주되, 종교에 대한 어떠한 특별 협조를 부여하지 않는 것을 뜻한다. 종교에 관한 행위는 법에 의하자면 다른 행위와 동일하게 여겨지며, 특별 대우를 받지 못한다. 또, 정부는 종교에 관한 공식 입장을 갖지 아니하며, 종교인들은 그들의 성직자로써의 신분이 아닌, 비종교인과 같이 주변에 가져다주는 영향을 바탕으로 법을 적용한다.
프랑스 정부는 법에 의하면 종교 자체를 인정하지 못한다. 단, 종교 단체는 인정을 하며, 종교 단체는 다음의 조건을 충족해야 한다:.
- 목적은 오로지 종교를 주관하는 것이 될 것
- 사회의 흐름을 방해하지 말것

모든 프랑스의 주류 종교는 라이시테를 받아들이고 있다. 예외라면 프랑스의 전통적인 교회인 가톨릭이 국교로 권위를 복귀하는 것을 원하는 왕정주의자나, 종교법이 공법보다 중요하다고 주장하는 이슬람교인들이 있다.
라이시테 그 자체는 정부의 종교를 향한 적의를 뜻하지는 않는다. 오히려 정치와 종교는 분리해야 된다는 철학이다. 이것은 정부는 종교로 인해 해를 입지 않기 위해, 그리고 종교나 종교 단체는 정치로 인한 피해를 줄이기 위해 생긴것이다.
프랑스의 정치인들은 종교와 관련된 말은 꺼리는 편이다. 불법은 아니지만, 공개적으로 본인들의 정치는 종교와 상관이 있다고는 원칙적으로 말하지 않는다. 프랑스 시민의 다수는 종교를 지극히 개인적인 것으로 여기며, 공무원들에게는 종교나 정치에 대해서는 중립적 시각을 갖기를 권한다.
이 단어는 프랑스의 헌법의 아주 중요한 요소로 꼽히며, 프랑스 헌법 제1항에는 "프랑스 공화국은 비종교적인 국가"라고 나와있다. ("La France est une République, une, indivisible, laïque et sociale.") 많은 사람들 또한, 종교에 대해 어느 정도 비밀을 갖추고 있는 것을 프랑스인으로서 필수라고 본다. 라이시테와 관한 가장 최근의 논란은 학교에서의 종교적 옷이나 보석류의 착용을 금하는 법이 제정된 것이었는데, 이 때문에 정부에 대한 종교인들의 시선이 악화되기도 했다.

## 같이 보기
- 제정일치
- 정교분리
- 세속주의
- 반교권주의
- 세속국가
- 종교국가(국교)
- 터키의 세속주의
- 드레퓌스 사건